# 天童賴貞
天童賴貞（生年不詳—卒年不詳）是日本戰國時代的武將。被稱為最上八楯的國人連合盟主。里見氏、最上氏庶流天童氏第16代當主。天童城（舞鶴城）城主。父親是天童賴道。

## 生平
生年不詳，家中次男。在兄長賴長死後，繼承家督。在最上氏爆發爭奪家督事件（天正最上之亂）時，投向最上義守、伊達輝宗方，攻擊最上義光側的寒河江氏。在義守和輝宗與義光成立和議後，自身亦與義光結成和議。天正5年（1577年），義光侵攻天童城，不過與最上八楯一同反擊，之後義光迎賴貞的女兒為側室，雙方和睦。

## 外部連結
- 武家家伝＿天童氏（页面存档备份，存于）